# Chomoutova Lhota
Chomoutova Lhota (německy Chomout Lhota) je osada, část městyse Borotín v okrese Tábor v Jihočeském kraji. Nachází se asi 1,5 kilometru jihozápadně od Borotína. Je zde evidováno 5 adres. V roce 2011 zde trvale žilo pět obyvatel.
Chomoutova Lhota leží v katastrálním území Pikov o výměře 8,35 km².

## Historie
První písemná zmínka o vesnici pochází z roku 1421.

## Obyvatelstvo
| Rok            | 1869 | 1880 | 1890 | 1900 | 1910 | 1921 | 1930 | 1950 | 1961 | 1970 | 1980 | 1991 | 2001 | 2011 | 2021 |
| -------------- | ---- | ---- | ---- | ---- | ---- | ---- | ---- | ---- | ---- | ---- | ---- | ---- | ---- | ---- | ---- |
| Počet obyvatel | 27   | 41   | 35   | 32   | 27   | 32   | 25   | 12   | 13   | 13   | 8    | 2    | 1    | 5    | 3    |
| Počet domů     | 3    | 4    | 4    | 4    | 4    | 4    | 4    | 4    | 4    | 5    | 3    | 5    | 5    | 5    | 5    |

## Obecní správa
Při sčítání lidu v letech 1850–1920 Chomoutova Lhota byla osadou obce Řevnov, se kterým patřila nejprve do okresu Sedlčany, ale od roku 1880 v okrese Tábor. V letech 1921–1959 byl osadou obce Pikov v okrese Tábor. Od roku 1960 je částí městyse Borotín v okrese Tábor.

## Další fotografie

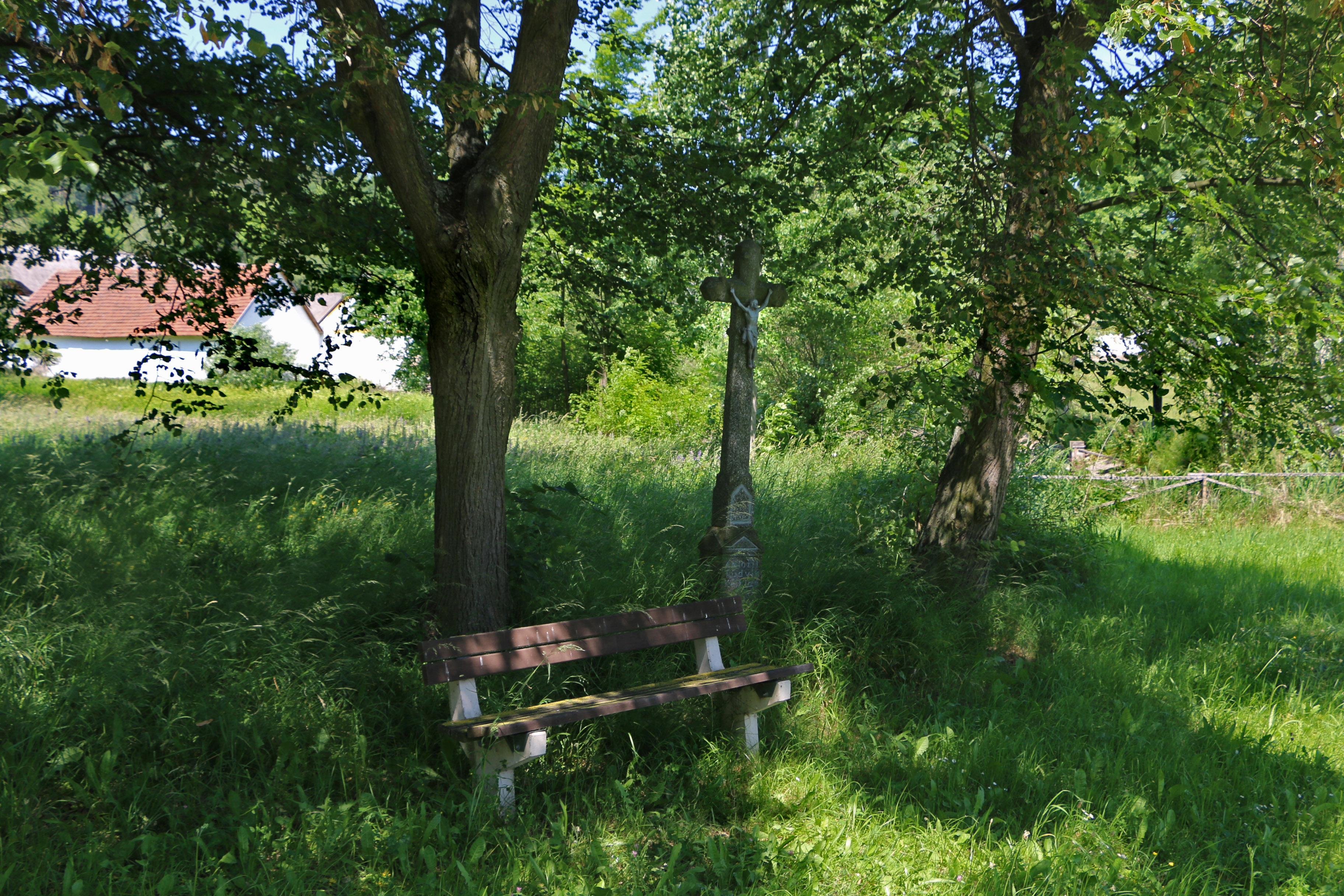
Lavička s křížkem
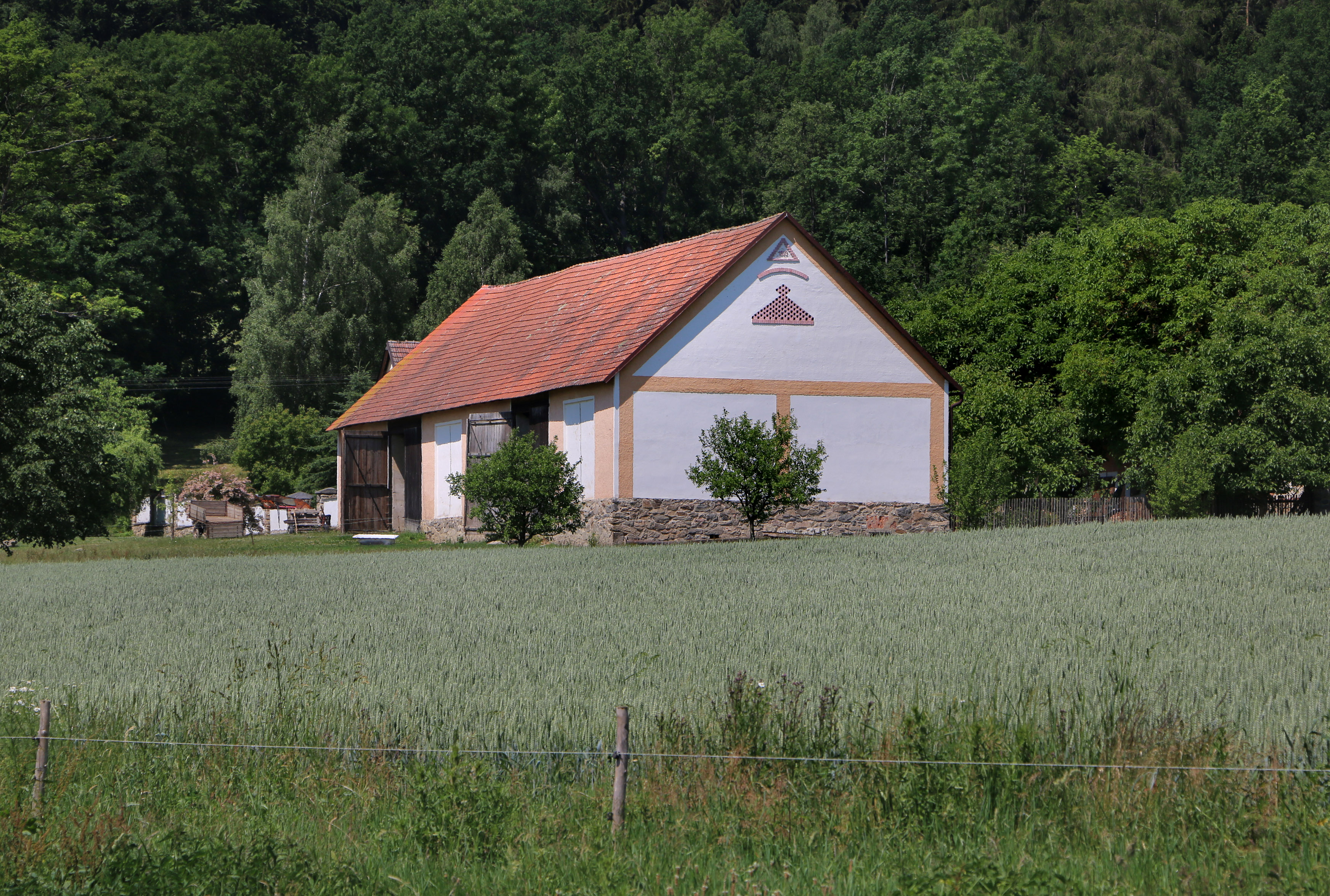
Stodola domu čp. 1
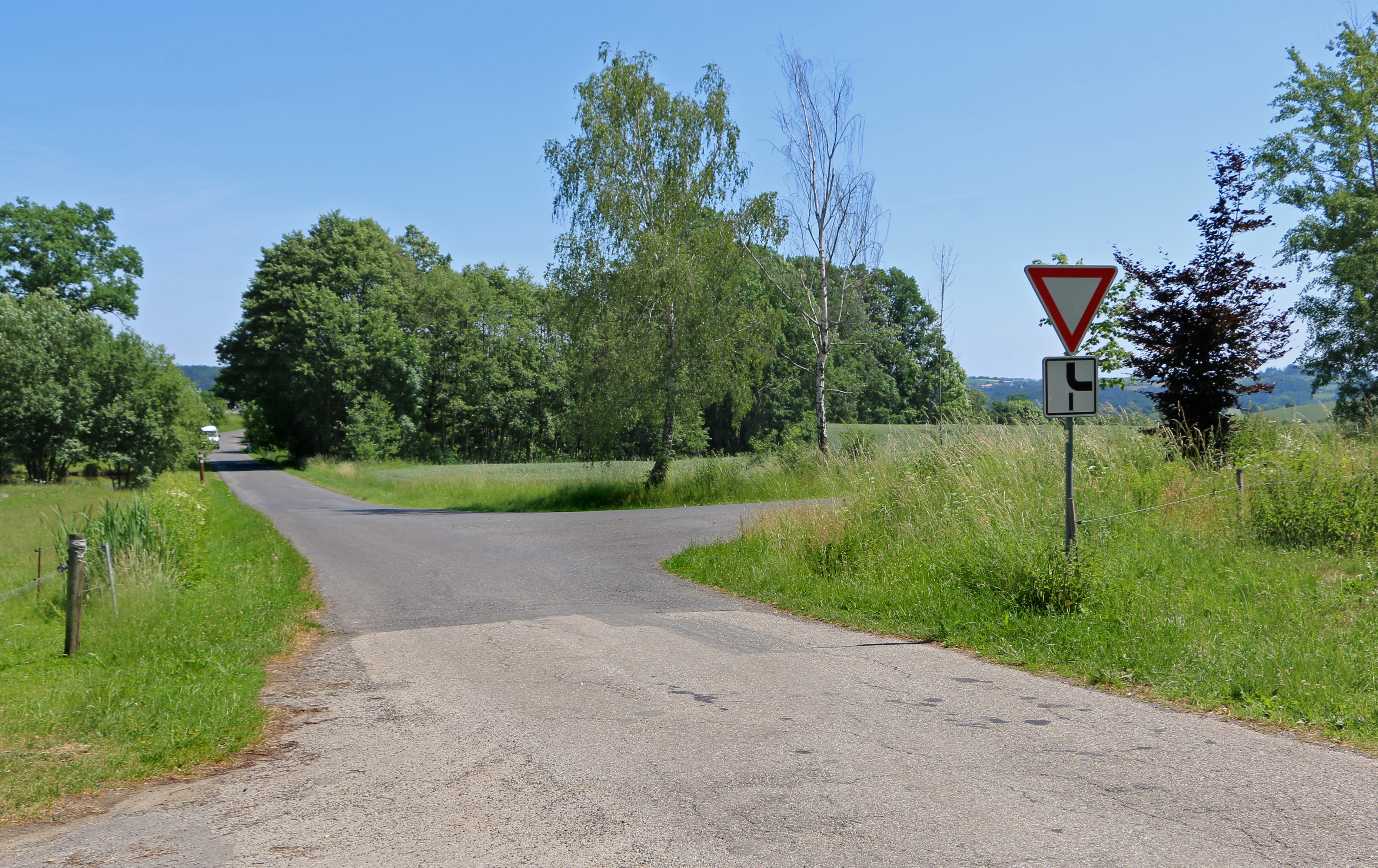
Křižovatka